# Myrsine venosa
Myrsine venosa A.DC. – gatunek roślin z rodziny pierwiosnkowatych (Primulaceae). Występuje endemicznie w Brazylii – w stanach Bahia, Espírito Santo, Minas Gerais, Rio de Janeiro, São Paulo, Paraná, Rio Grande do Sul oraz Santa Catarina. 

## Morfologia
PokrójZimozielone drzewo lub krzew. Dorastające do 1–6 m wysokości.
LiścieBlaszka liściowa jest skórzasta i ma odwrotnie jajowato eliptyczny kształt. Mierzy 2,2–12,5 cm długości oraz 0,9–4 cm szerokości, jest całobrzega, ma klinową nasadę i ostry wierzchołek. Ogonek liściowy jest nagi i ma 4–11 mm długości.
KwiatyZebrane po 4–12 w pęczkach wyrastających z kątów pędów. Mają działki kielicha o owalnym kształcie i dorastające do 1 mm długości. Płatki są lancetowate i mają 2–3 mm długości.
OwocePestkowce mierzące 4 mm średnicy, o kulistym kształcie i czarnej barwie.